# インムニテート
インムニテート（ラテン語:Immunitas、ドイツ語:Immunität、英語:Immunity）とは、中世ヨーロッパの荘園制において、国王が領主に与えた政治的特権のことである。日本語では不輸不入権と訳され、不輸とは領主の荘園に対する納税の義務を免除できる特権を、不入とは王国の役人の立入を拒否できる特権を意味する。

## 歴史
インムニテートという言葉はローマ帝国時代まで遡ることができ、元々ローマ法で公的負担免除の特権を指す。ローマ帝国では貴族の所有する農地は奴隷によって開墾されていた (ラティフンディア)が、3世紀後半に帝国勅令により農地を耕す耕作者は彼らが開墾した土地に代々留まり相続することを義務付けられたため、農地の耕作者が奴隷だったとしても奴隷の所有者は彼らの土地を奪うことはできなかった。この帝国勅令によって土地所有者はその領地内において家父長権(Paterfamilias)を行使し奴隷を含め耕作者を監視せざるを得なくなったが、代わりに彼らは経済力を持つことを許されローマ帝国から助成金や不輸不入権、領主裁判権 (The right of jurisdiction under manorialism)を獲得した。
中世ヨーロッパでは国王が領主 (教会や諸侯など)にインムニテート特権状を与え、領主が不輸不入権を行使することによって国王役人による徴税や裁判から荘園は保護されていた。